# Глава Луганской Народной Республики
Глава́ Луга́нской Наро́дной Респу́блики — высшее должностное лицо подконтрольной России Луганской Народной Республики и осуществляющий руководство исполнительной властью в ЛНР.

## Список глав

### ЛНР как самопровозглашённое государственное образование
| №     | Срок  | Имя                                       | Фотография     | Срок полномочий                                  | Срок полномочий | Период    | Партия                                        |
| ----- | ----- | ----------------------------------------- | -------------- | ------------------------------------------------ | --------------- | --------- | --------------------------------------------- |
| и. о. | и. о. | Геннадий Николаевич Цыпкалов (1973—2016)  |                | 13 мая 2014                                      | 17 мая 2014     | 4 дня     | Мир Луганщине (2014)                          |
| 1     | 1     | Валерий Дмитриевич Болотов (1970—2017)    |                | 18 мая 2014                                      | 14 августа 2014 | 88 дней   | беспартийный                                  |
| 2     | 1     | Игорь Венедиктович Плотницкий (род. 1964) |                | 4 ноября 2014 (и. о. 14 августа — 4 ноября 2014) | 24 ноября 2017  | 1198 дней | Мир Луганщине (2014—2017)                     |
| 3     | и. о. | Леонид Иванович Пасечник (род. 1970)      |                | 24 ноября 2017                                   | 21 ноября 2018  | 1775 дней | Мир Луганщине (с 2014) Единая Россия (с 2021) |
| 3     | 1     | Леонид Иванович Пасечник (род. 1970)      | 21 ноября 2018 | 4 октября 2022                                   |                 | 1775 дней | Мир Луганщине (с 2014) Единая Россия (с 2021) |

### ЛНР как субъект Российской Федерации
| № | Срок  | Имя                                  | Фотография       | Срок полномочий | Срок полномочий  | Период  | Партия                                        |
| - | ----- | ------------------------------------ | ---------------- | --------------- | ---------------- | ------- | --------------------------------------------- |
| 1 | и. о. | Леонид Иванович Пасечник (род. 1970) |                  | 4 октября 2022  | 23 сентября 2023 | 354 дня | Мир Луганщине (с 2014) Единая Россия (с 2021) |
| 1 | 1     | Леонид Иванович Пасечник (род. 1970) | 23 сентября 2023 | действующий     | 417 дней         |         | Мир Луганщине (с 2014) Единая Россия (с 2021) |